# Ваховський Володимир Костянтинович
Володимир Костянтинович Ваховський (10 листопада 1942, Вінницька область — 27 лютого 2013, Вінниця) — український політик, міський голова Вінниці (з 12.06.2000 по 02.04.2002). Почесний громадянин Вінниці (посмертно).

## Біографія
Народився 10 листопада 1942 року на Вінниччині.
У 1959 закінчив Вінницький будівельний технікум, після цього Одеський інженерно-будівельний інститут у 1968 та Московську академію народного господарства при Раді Міністрів СРСР у 1989.
Роботу розпочав у 1959 на посаді слюсаря, дослужився до керуючого будівельним трестом («Вінницяжитлобуд», «Облбудтрест»).
У 1987—1994 — директор Вінницького державного проектного інституту, президент АТ «Вінницький проектний інститут».
З 1994 по 1996 — начальник Вінницького регіонального відділення Фонду державного майна України.
З 1996 по 2000 — заступник голови Вінницької облдержадміністрації.
У 2000—2002 — міський голова міста Вінниці.
З січня 2003 — начальник ДП «Вінницька обласна служба Укрінвестекспертизи».
Помер 27 лютого 2013 у Вінниці.

## Звання і нагороди
- Заслужений будівельник України;
- Почесний громадянин Вінниці (посмертно)[3];
- орден «За заслуги» ІІІ ступеня;
- орден «Святий князь Володимир» IV ступеня;
- медалі;
- Почесна грамота Кабінету Міністрів України[2].